# Edgardo Bathich
Edgardo Bathich Villarroel (San Vicente de Tagua Tagua, 1953) es un empresario chileno de origen sirio, relacionado con Monzer Al Kassar y los Menem; desde la adolescencia fue amigo de Marco Antonio Pinochet, con quien posteriormente hizo negocios.

## Biografía

### Ancestros y primeros años

#### Familia Bathich
Hay una familia Bathich (en árabe بطحيش) en Yabruz a 25 km de Aleppo (Halab o Aleppo, (en árabe مُحافظة حلب), Siria. Otros personajes de esa aldea son Monzer Al Kassar, Hafez al-Asad y los Yoma, parientes de Carlos Menem. Estos Bathish vienen de la raíz árabe que significa «hombre de pie plano». Los Bathich afirmaban que tener el pie plano significaba que eran una familia sagrada, descendientes de Mahoma.

#### Primeros años
Nació en 1952 asistido por el doctor Luis Ibáñez Vásquez en San Vicente de Tagua Tagua, pueblo de la provincia de Cachapoal donde se había radicado su padre Mohamed Bathich luego de emigrar de Siria en 1929. Allí  se dedicó primero a vender puerta a puerta ropa interior a crédito a la gente humilde y posteriormente logró instalar un almacén en la calle Riesco; a finales de los años 1940 se casó con una chilena y comenzó a amasar una considerable fortuna. Dos décadas más tarde ya era dueño de una flota de camiones y varias propiedades agrícolas, algunas de las cuales le fueron expropiadas por la reforma agraria durante el gobierno del demócrata cristiano Eduardo Frei Montalva que precedió a la Unidad Popular. Además, construyó un complejo de casas en San Vicente de Tagua Tagua: la Villa o Población Bathich. En 1971 se trasladó con su familia a la capital. Compró una barraca en el Paradero 17 de la Gran Avenida y formó una empresa constructora con sus hijos Antonio y Edgardo.
Circulan diversas conjeturas para explicar la vertiginosa escalada social de Edgardo Bathich hijo, pero todas concuerdan en que el joven de origen sirio, quizá gracias a un defecto de pronunciación que le daría un aire algo torpe e indefenso, era un gran seductor que lograba construir rápidamente una relación de intimidad con todos aquellos que le interesaban. Desde sus tiempos de adolescente trabó amistad con Marco Antonio Pinochet y ambos frecuentaban los centros nocturnos de Santiago como el Drive In de avenida Apoquindo con Cuarto Centenario. 
Edgardo Bathich siempre se rodeó de hermosas mujeres, muchas de ellas modelos de agencias de su propiedad. No fue difícil para él ser un invitado especial en las noches de las discotecas y clubes nocturnos de la gente bien de Santiago de Chile y Viña del Mar. Desde los años setenta se rodeó de personajes que se turnaban en los roles de fiel amigo, guardaespaldas, secretario u hombre para todo encargo. Uno de ellos era el oficial del Ejército Aquiles González, colchagüino y amigo de la infancia. Zuco, como lo conocían los amigos, estuvo siempre estrechamente vinculado con los oficiales de la DINA de Manuel Contreras y más tarde con la CNI. Cada vez que González estaba con licencia se alojaba con Bathich en Santiago o ambos viajaban a Viña para hospedarse en casa de amigos.

#### Dictadura de Chile
Pero las huellas del poder acumulado por Bathich padre primero, y su hijo después, no sólo se encontraban en el Chile de Pinochet. Mohamed, además de ser un hombre rico, tenía familiares influyentes en Siria y en Argentina, entre ellos Monzer Al Kassar, hijo de Mohamed Al Kassar.
Ambos Mohamed provenían de Yabrud, un pueblo ubicado al este de la cordillera del Antilíbano y a unos 80 kilómetros al oeste de Damasco. Su irrelevancia económica y demográfica no guardan relación con los efectos internacionales que llegaron a provocar algunos de sus hombres y mujeres. Mohamed Al Kassar fue embajador de Siria en Polonia, Bulgaria, Canadá e India; su posición se vio notablemente fortalecida cuando Hafez al-Asad se instaló en el poder en 1971. Pertenecían a la misma minoría religiosa, la alahuita, y al mismo partido, el Baas, pero era sobre todo en las redes del narcotráfico sirio y libanés donde se asentaban las bases de su poder económico y político. Sus negocios fueron rápidamente clasificados por la DEA en el rubro del narcotráfico.

## Empresario
Edgardo Bathich, que desde la adolescencia era del núcleo íntimo de Marco Antonio Pinochet, comenzó con el tiempo a hacer negocios con este. Pinochet tenía su sede de negocios en Bathich Motoren Ltda, antecesora de Chile Motores SA, en la avenida Américo Vespucio 01313, donde era el representante en Chile de la línea de lanchas de alta velocidad Chaparral, construidas en EE. UU.. 

...“Jamás he tenido relaciones comerciales con el empresario chileno Yamal Bathich ni vínculo alguno con su primo Monzer Al Kassar, al que ni siquiera conozco”, ..... “Fue un amigo de juventud, pero desde que me casé, hace quince años, no lo vi más”.
Marco Antonio Pinochet Hiriart

Sin embargo, su hermano mayor, Augusto Pinochet Hiriart, en el 2000, cuando reconoció en una entrevista a la agencia de noticias española Europa Press, que Marco Antonio había tenido negocios con Bathich. El abogado Héctor Novoa Vázquez ( hermano del expresidente del partido derechista UDI, Jovino Novoa Vázquez) fue encargado en 1986 de constituir en Panamá la United Trading Motors Corp. Esta sociedad panameña de acciones al portador realizó ese mismo año una serie de inversiones en Chile, entre ellas, el aporte del 90 por ciento del capital de la empresa Bathich Motoren Ltda. Según el libro "La delgada línea blanca" de Rodrigo de Castro, el padre de Edgardo, Mohamed Bathich Melek, llegó a Chile desde Siria en 1929. Sin nada en nuestro país, escaló rápidamente en la vida social. Mantuvo además sus vínculos familiares y de amistad en Argentina y Siria, lo que le permitió conocer a Mohamed Al Kassar; un hombre que se fortaleció económicamente gracias a su poder en las redes del narcotráfico sirio y libanés, además de haber sido embajador de Siria en Polonia, Bulgaria, Canadá e India. En La Cisterna, cuando el alcalde era el actual diputado Iván Moreira, fue levantada una plaza con el nombre del padre de Bathich, seguramente, por sus aportes a la comunidad.
Los negocios con Marco Antonio le dieron a Bathich otros oropeles. No fue difícil impresionar con ellos a la "sociedad" santiaguina. Durante años fue el indiscutido rey del llamado "jet set" local. Poseía el único Rolls-Royce del país, con chapas y manubrio de oro. Tenía casas en el sur, departamentos en varios balnearios de moda y centros invernales de esquí, donde ostentaba su colección de automóviles, lanchas de carreras y vehículos deportivos. Por lo general viajaba de un lugar a otro en helicópteros de su propiedad. Ser invitado a sus fiestas, donde participaban modelos, estrellas de televisión y reinas de belleza, era considerado un verdadero privilegio. Durante años se rumoreó que mantenía un romance con Jacqueline Pinochet, la menor de las hijas del presidente general Augusto Pinochet.
Entre 1986 y 1989, Luis Undurraga Finlay se desempeñó como gerente de la sociedad de Bathich que antecedió a Chile Focus Motores. Así lo reconocieron ambos, pero por separado, en entrevista dada por Undurraga a La Segunda en 1992 y por Bathich al periodista Manuel Salazar, para su libro “Traficantes y Lavadores”, en 1996.
Ésta no es la única relación que ha mantenido el representante en Chile del sirio Monzer Al Kassar con la familia Pinochet. Bathich también fue socio de Luis Arturo Pinochet Campos, primo hermano de Marco Antonio e hijo de Luis Arturo Pinochet Ugarte, en la propiedad de la discoteque César, ubicada en Playa Amarilla, en Concón, referente de la noche porteña y el consumo de drogas, al igual que Gente en Santiago, según consignan los registros del Diario Oficial. Además, ambos aparecen como socios en la empresa B P Inversiones Ltda.

—¿Quiénes eran los socios colombianos de Bathich? —le preguntamos una vez.

—Los Ochoa de Medellín. Tres hermanos. Fabio, era el padre. Jorge, uno de los hijos.

¿Y a Jesús Ochoa Galvis, lo conoce?

No. Puede ser que lo haya conocido en Colombia, pero no me recuerdo.

Usted habló de Erny Presiuto, contacto que le entregó a Pedro Krstulovic. ¿El manejaba las finanzas en Europa?

No, eso lo manejaban entre Bathich y el otro comerciante  de armas, Al Kassar.

¿Bathich y Al Kassar se conocieron en 1988-89?

No, la relación es de antes. La relación entre Kashoggi y Bathich también es de antes. Todos los caminos conducen al mismo lugar.'
 Iván Baramdyka, en entrevista por Juan Gasparini

Antes de que Al Kassar fuera arrestado en España en 1992, Bathich jamás escondió sus relaciones comerciales con su primo sirio. Por eso en Santiago muchos sabían que Yamal Edgardo Bathich Villarroel representaba los intereses de Monzer Al Kassar en Chile.
Todo quedaba en familia.
Una pesquisa en el año 2000, del periodista Juan Gasparini, del diario Clarín de Buenos Aires, señala que Edgardo Bathich Villarroel (vinculado a Marco Antonio Pinochet Hiriart) se habría asociado con Carlos Cardoen, un fabricante de armas chileno que en diciembre de 1991, apareció también envuelto en este escándalo internacional cuando se descubrió en Budapest el cargamento de 11 toneladas de armas y municiones chilenas que estaban destinadas a Croacia en plena guerra de los Balcanes.

“Gracias al apoyo del Ejército de Chile, Cardoen fabricaba armas para las FF.AA. de Chile y bombas de aviación para Saddam Hussein, en guerra con Irán. Cerrando el círculo, Cardoen estaba estrechamente “relacionado con Augusto Pinochet- hijo y con el esfuerzo del gobierno chileno por mejorar la industria nacional de armas”
Artículo de Clarín.

## Problemas legales

### Intervenido por Impuestos Internos
La revisión de libros y documentos contables duró más de lo usual. El inspector no tardó en detectar graves delitos tributarios. Si llevaba adelante la denuncia, se explicó a los ejecutivos de Focus Chile Motores, los responsables tendrían que pagar una saladísima multa y difícilmente se salvarían de pasar una temporada en la cárcel. En cambio, propuso el fiscalizador, si le pagaban 100 mil dólares no los denunciaría. El trato les pareció razonable y la cifra fue pagada. Sin embargo, días más tarde el inspector regresó para exigir 500 mil dólares adicionales. En diciembre de 1992 denunciaron al inspector a la dirección del SII.
La respuesta no fue la esperada. En la mañana del 7 de diciembre un grupo de inspectores se presentó en las oficinas de la empresa y pidió acceso a la contabilidad. La solicitud les fue negada. Regresaron más tarde, acompañados por Carabineros y una orden judicial. Procedieron, como primera medida, a sellar todos los cajones y muebles que contenían documentación. Un carabinero quedó custodiando la entrada durante la noche. Al día siguiente los inspectores se encontraron con una sorpresa: todos los sellos habían sido violados y los documentos contables desaparecido. En uno de los patios internos humeaban aún las cenizas de papeles y archivos. Los detectives de la Brigadas de Narcóticos y Delitos Económicos de la policía de Investigaciones, llamados a intervenir, encontraron además un pequeño arsenal: escopetas recortadas, cascos de guerra, chalecos antibalas, pistolas, revólveres, municiones y una pistola Uzi con mira infrarroja.

### Fuga
El 9 de diciembre de 1992 Bathich viajó a la Argentina. Dos días más tarde Jesús Ochoa Galvis, su socio colombiano, escapó con toda la familia. Alex Jacob Neder, el gerente y director de Focus Chile Motores, fue arrestado meses más tarde.
Héctor Novoa fue declarado reo casi de inmediato. Su situación procesal era delicada. Aparecía fuertemente vinculado al grupo y su responsabilidad iba mucho más allá de la de un simple abogado o representante legal. Su hermano Jovino Novoa, quien era senador por Santiago, era entonces precandidato a la Presidencia de Chile por la Unión Demócrata Independiente, UDI. Fue internado en una clínica psiquiátrica, aduciendo un estado grave de depresión.
El jefe de la CNI Álvaro Corbalán y el empresario mantenían una antigua amistad. Ésta se hizo pública en los emblemáticos lugares de diversión santiaguinos del gobierno militar, como el restaurante Rodizzio (propiedad de Aurelio Sichel), el bar Oliver, la discoteque Gente (de Luis Undurraga Finlay, socio de Marco Antonio Pinochet) y el pub Confetti (de la cantante y ahora opinóloga Patricia Maldonado).

## Controversias

### Los Pinochet
El 10 de febrero de 1989, un nuevo informe (el N° 937) —también desclasificado en julio de 2000 y esta vez redactado por la Embajada de Estados Unidos en Chile— da cuenta de un intento de negociación del exjefe de la DINA, general (R) Manuel Contreras Sepúlveda, con un intermediario de la legación diplomática.
El documento señala que Contreras, a cambio de que Estados Unidos bajara la presión por el caso Letelier, ofrecía entregar información sobre las actividades en el narcotráfico de "un hijo de Pinochet (posiblemente Marco Antonio) y de Armando Fernández Larios" además de Edgardo Bathich. Estas acusaciones se realizaron  por el partido comunista ya que ambos eran muy enemigos desde tiempos añejos
Una violenta reacción tuvo la familia Pinochet a cargo de su vocero, el hijo menor del aludido e involucrado por Contreras en las acusaciones de narcotráfico, Marco Antonio Pinochet Hiriart :

«Los dichos de Contreras sólo se explican porque él es "un mentiroso, un canalla, que se escuda en mentiras para decir cosas" y anunció que que se reunirá con sus abogados para analizar las acciones legales a seguir... "Este individuo (el general (R) Manuel Contreras), no puedo tener otra expresión, está mintiendo (...) para mí esta persona esta enferma de maldad».
Marco Antonio Pinochet

Augusto Pinochet negó ante los medios esta relación con el narcotráfico.

«Él (Contreras) me indicó que el informe que envió al ministro Pavez lo hizo con el ánimo de colaborar en ese proceso de Huber, tal como lo ha hecho en otros procesos precisamente para colaborar con la acción de la justicia; en segundo lugar, me afirmó que todo lo dicho en el informe él esta en condiciones de probarlo, cuenta con los medio probatorios; y en tercer lugar, lo único que no compartía era el titular del diario, porque él hace algunas distinciones (...) el general (r) Pinochet abrió cuentas corrientes por terceras personas y colocó platas del Ejercito, y los intereses que causaban se depositaron en cuentas de él u otras personas; se ocuparon instalaciones del Ejército en Talagante donde trabajó Berríos y la sociedad con Marco Antonio Pinochet Hiriart fue donde se trabajó la cocaína que se vendía y traficaba, y cuyas ventas fueron a parar a cuentas de Pinochet»
Fidel Reyes Abogado de Manuel Contreras

Obviamente ninguna de estas informaciones ha sido verificada

## Intentos de asesinato
Edgardo Bathich ha tenido al menos dos intentos de asesinato contra su persona. El primero ocurrió el 20 de enero de 2004, cuatro personas no identificadas haciéndose pasar por detectives, irrumpieron en la residencia de Bathich, con la clara intención de secuestrarlo. Pero en esa oportunidad, Bathich logró correr hasta su dormitorio donde cogió una pistola Glock y mató a uno de los asaltantes.
El segundo ocurrió el lunes 28 de noviembre de 2005 en el condominio Cordillera, ubicado en Cerro Colorado 4770, cuando el conserje alertó a Bathich de la presencia de cinco sujetos que merodeaban por su estacionamiento y que simulaban ser detectives, pues portaban placas metálicas de identidad y chaquetillas con falsos logos institucionales y de baja calidad. Los detectives fueron alertados y efectivos de la Brigada de Investigación Criminal (Bicrim) de La Florida, lograron en la intersección de avenida Principal con Las Torres, en Peñalolén, capturar al ciudadano argentino Alejandro Zuik y los chilenos Sandro Catalán, Jhon Yáñez, René Huenulef y Cristián López.   Al interior del vehículo se encontró una pistola de fogueo, cuatro placas y una chaquetilla falsificada, una baliza azul y un par de esposas. En la unidad policial, la víctima reveló las medidas adoptadas y confesó que los sujetos lo habrían intimidado con un arma de fuego, lo que es materia de investigación.